# Gedikler
Gedikler ist ein Dorf (Köy) im Landkreis Çemişgezek der türkischen Provinz Tunceli. Im Jahre 2011 lebten in Gedikler 175 Menschen. Die Ortschaft war ursprünglich von Armeniern bewohnt. Der Name lautete bis Mitte des 20. Jahrhunderts Germili und in Quellen aus dem 19. Jahrhundert Garmri.